# مارك دوريون
مارك دوريون هو لاعب هوكي الجليد كندي، ولد في 22 يونيو 1987 في أوتاوا في كندا.

## وصلات خارجية
- مارك دوريون على موقع Paralympic.org (الإنجليزية)
- مارك دوريون على موقع اللجنة البارالمبية الكندية (الإنجليزية)